# ریوتارو شیبا
شیبا ریوتارو (انگلیسی: Ryōtarō Shiba; ۷ اوت ۱۹۲۳ – ۱۲ فوریهٔ ۱۹۹۶) یک رمان‌نویس، و نویسنده اهل ژاپن بود. شیبا جایزه نائوکی را در سال ۱۹۵۹ برای نوشتن رمان قلعه جغدها دریافت کرد.